# کوبنده‌سگیان
کوبنده‌سگیان (نام علمی: Phlaocyonini) نام یک تبار از تیره سگ‌سانان است.